# Joseph Knubel
Pour les articles homonymes, voir Knubel.
Pas d'image ? Cliquez ici
Joseph Knubel ou Josef Knubel, né le 2 mars 1881 à Saint-Nicolas (Valais) et mort le 31 mai 1961 à Viège, est un guide de haute montagne suisse.

## Biographie
Originaire de Saint-Nicolas dans le canton du Valais, Joseph Knubel est issu d'une famille de guides : son père, Peter Knubel, était surnommé « l'homme du Cervin » et trois des oncles périrent au Lyskamm avec leurs deux clients en 1877. Knubel fait partie, avec Alexandre Burgener et Franz Lochmatter, de la deuxième génération des guides suisses de la conquête des Alpes qui, au tournant du XIXe siècle et du XXe siècle et après les sommets importants avec leurs clients anglo-saxons, s'attaquèrent aux voies et sommets secondaires difficiles, inaugurant l'âge de l'alpinisme acrobatique. Le nom de Joseph Knubel est associé à celui de Geoffrey Winthrop Young dans quelques grandes conquêtes de l'alpinisme réalisées entre 1905 et 1914. Mais la blessure dont est victime Young pendant la Première Guerre mondiale met fin à cette brillante cordée.
À la différence des générations de guides de haute montagne qui lui succédèrent, Joseph Knubel ne faisait des courses que pour emmener ses clients en montagne : les limites techniques des ascensions qu'il réalisait étaient dictées par les capacités de ses clients.

## Premières ascensions
Ses principaux clients furent Geoffrey Winthrop Young, avec lequel il accomplit de nombreuses et importantes premières et Arnold Lunn pour des ascensions à ski.
- 28 août 1905 : face Sud-Est du Weisshorn avec G. W. Young, V.J.E. Ryan et les guides J. et G. Lochmatter[3]
- 11 août 1906 : face Sud-Ouest dy Täschhorn avec G. W. Young, V. J. E. Ryan et les guides Franz et J. Lochmatter[3]
- 18 août 1906 : arête du Klein Triftji au sommet Est du Breithorn avec G. W. Young, R. J. Major, C.D. Robertson et M. Ruppen[3]
- 10 août 1907 : traversée aiguille du Midi-aiguille du Plan avec G. W. Young
- 21 août 1907 : versant Est du Zinalrothorn avec G. W. Young, C.D. Robertson et le guide H. Pollinger[3]
- 31 août 1909 : versant Nord-Est du Weisshorn avec G. W. Young et O.P Smith[3]
- 9 août 1911 : arête du Brouillard au mont Blanc par le col Émile Rey, avec G. W. Young, Karl Blodig et Humphrey Owen Jones[3]
- 11 août 1911 : arête des Hirondelles des Grandes Jorasses avec G. W. Young et H. O. Jones[3]
- 14 août 1911 : arête Ouest des Grandes Jorasses avec G. W. Young et H. O. Jones et le guide Laurent Croux[3]
- 19 août 1911 : versant Mer de Glace du Grépon avec G. W. Young, H. O. Jones et R. Todhunter, et le guide H. Brocherel[3] (avec la fameuse fissure Knubel, le premier passage en V+ du massif du Mont-Blanc, franchi avec un coincement de piolet)
- 1914 première ascension en libre de la Dent du Géant avec  G. W. Young
- 14 juillet 1914 : arête Sud-Ouest du Gspaltenhorn avec G. W. Young, S Herford et le guide H. Brantschen[3]
- 1917 : première ascension à ski du Dom des Mischabel avec Arnold Lunn[4]
- 10 septembre 1929 : face Nord-Ouest et arête Est du Scheideggwetterhorn avec F. J. Biner et N. S. Finzi[3]
- 18 août 1930 : face Ouest directe du piz Bernina avec Thomas Graham Brown, Alexander Graven et Alfred Zürcher[3]
- 23 août 1930 : versant Nord-Est du piz Roseg avec T. Graham Brown, Alexander Graven et Alfred Zürcher[3]
- 20 août 1932 : face Nord-Est de l'Eiger avec Alexander Graven, Hans Lauper, et Alfred Zürcher[3]